# Немков, Виктор Александрович
Виктор Александрович Немков (род. 26 января 1987, Казахстан.) — российский профессиональный боец смешанного стиля и самбист. Бывший чемпион M-1 Challenge в полутяжёлом весе, чемпион мира по боевому самбо, чемпион и призёр чемпионатов России, победитель Кубка Мира. Родной брат самбиста и бойца смешанных единоборств Вадима Немкова.

## Карьера

### Ранние годы
Виктор Немков родился в небольшом селе в Казахской ССР. В 1999 году семья переехала в посёлок Томаровка Белгородской области. Там Виктор начал ходить в секцию дзюдо.
Проведя несколько успешных турниров, Немков выполнил норматив кандидата в мастера спорта по дзюдо.
В 2007 году Виктор принял участие в первых турнирах по смешанным правилам — боевому самбо и армейскому рукопашному бою — и был приглашён в Санкт-Петербург на сборы клуба Red Devil, в котором он вскоре стал тренироваться.
В 2008 и 2009 годах Немков становится бронзовым призёром чемпионата России по боевому самбо. Тогда же — в 2008 — он провёл свой первый коммерческий поединок по миксфайту в Нижнем Новгороде и проиграл в третьем раунде.
Затем Виктор подписал контракт с M-1 и стал участвовать в турнирах под её эгидой.

### M-1 Global
В своём первом официальном профессиональном бою Немков встречался с американцем Кристианом Бомбеем (англ. Christian Bombay) и одержал победу удушающим приёмом в первом раунде.
Виктор продолжил выступления, одержав ещё ряд побед, в том числе над Сергеем Храмовым.
Своё первое официальное поражение Немков потерпел от американца Тона Лопеса (англ. Tony Lopez) на турнире M-1 Challenge в Южной Корее. Лопес одержал победу удушающим приёмом во втором раунде. По словам Виктора, он недооценил навыки противника в борьбе и проиграл несмотря на то, что вёл по ходу боя.
Второе поражение Немков потерпел раздельным решением судей от Ханилава Ханилаева в финале M-1 Challenge 2009.
В августе 2010 года, World Wrestling Entertainment предложила — Немкову подписать контракт профессионального рестлера.
10 декабря 2010 года был запланирован бой Немкова с американцем Даниэлем Визкайя на турнире «M-1 Challenge XXII». Чуть более чем за минуту Виктор одержал победу удушающим приёмом «треугольник».

### M-1 Fighter
В 2010 году Виктор Немков принял участие в реалити-шоу «M-1 Fighter».
В рамках проекта в первом бою он встретился с белорусом Артуром Корчемным и победил «треугольником». В финальном поединке Немков одержал победу над украинцем Василием Клепиковым во втором раунде так же «треугольником».
После того, как Вячеслав Василевский перешёл в средний вес, Виктор встретился в бою за вакантный титул M-1 в категории до 93 килограммов с Винни Магальяйнсом, но был вынужден признать поражение в третьем раунде после того, как коварный чемпион мира по джиу-джитсу провёл гогоплату из маунта.

### Титулы
- 2007 — серебряный призёр первенства России по боевому самбо — [5]
- 2009 — серебряный призёр Чемпионата России по смешанным единоборствам M-1 Selection — [5]
- 2015 — чемпион мира в организации «М-1»
- Чемпионат России по самбо 2008 — ;
- Чемпионат России по самбо 2009 — ;
- Чемпионат России по самбо 2017 — ;
- Чемпионат России по самбо 2018 — ;
- Чемпионат России по самбо 2019 — ;
- Чемпионат России по самбо 2023 — ;

## Статистика в профессиональном ММА
| Боёв 42  | Побед 33 | Поражений 8 |
| -------- | -------- | ----------- |
| Нокаутом | 5        | 1           |
| Сдачей   | 15       | 3           |
| Решением | 13       | 4           |
| Ничьи    | 1        | 1           |

| Результат | Рекорд | Соперник              | Способ                                          | Турнир                                                | Дата            | Раунд | Время | Место             | Примечание |
| --------- | ------ | --------------------- | ----------------------------------------------- | ----------------------------------------------------- | --------------- | ----- | ----- | ----------------- | ---------- |
| Победа    | 33-8-1 | Хусейн Адамов         | КО (удары)                                      | Наше Дело: Вартанян vs. Исмагулов                     | 6 марта 2024    | 5     | 1:35  | Санкт-Петербург   |            |
| Победа    | 32-8-1 | Степан Горшечников    | Самбишн (удушающий сзади)                       | Федерация ММА Кузбасса - Чемпионат ASI 6: Сила Сибири | 10 декабря 2022 | 1     | 2:31  | Кемерово          |            |
| Победа    | 31-8-1 | Леонардо Гимараес     | Единогласное решение                            | Open Fighting Championship 15                         | 19 декабря 2021 | 3     | 5:00  | Москва            |            |
| Поражение | 30-8-1 | Карл Албректссон      | Единогласное решение                            | Bellator 257: Немков - Дэвис 2                        | 16 апреля 2021  | 3     | 5:00  | Коннектикут       |            |
| Ничья     | 30-7-1 | Бозигит Атаев         | Единогласное решение                            | PFL 9: сезон 2019                                     | 31 октября 2019 | 3     | 5:00  | Невада, Лас-Вегас |            |
| Победа    | 30-7   | Рашид Юсупов          | Раздельное решение                              | PFL 6: сезон 2019                                     | 8 августа 2019  | 3     | 5:00  | Нью-Джерси        |            |
| Победа    | 29-7   | Раким Кливленд        | Единогласное решение судей                      | PFL 3: сезон 2019                                     | 6 июня 2019     | 3     | 5:00  | Нью-Йорк          |            |
| Победа    | 28-7   | Серхио Соуза          | Сабмишном (удушение)                            | Club Alexander The Don Battle                         | 30 ноября 2018  | 1     | 2:02  | Воронеж           |            |
| Поражение | 27-7   | Клидсон Абреу         | Сабмишном (удушение сзади)                      | RCC 3 Russian Cagefighting Championship 3             | 9 июля 2018     | 2     | 1:02  | Екатеринбург      |            |
| Победа    | 27-6   | Ронни Маркс           | Сабмишном (удушение гильотиной)                 | M-1 Challenge 77 - Nemkov vs. Markes                  | 19 мая 2017     | 1     | N/A   | Сочи              |            |
| Победа    | 26-6   | Аттила Вей            | Единогласное решение                            | М-1 Challenge 71 «Немков VS. Вей»                     | 21 октября 2016 | 3     | 5:00  | Санкт-Петербург   |            |
| Поражение | 25-6   | Рашид Юсупов          | Раздельное решение                              | M-1 Challenge 66 «Немков vs. Юсупов»                  | 27 мая 2016     | 5     | 5:00  | Оренбург          |            |
| Победа    | 25-5   | Штефан Пютц           | Единогласное решение судей                      | M-1 Challenge 63                                      | 4 декабря 2015  | 5     | 5:00  | Санкт-Петербург   |            |
| Победа    | 24-5   | Маро Перак            | Единогласное решение судей                      | M-1 Challenge 60                                      | 5 августа 2015  | 3     | 5:00  | Орёл              |            |
| Победа    | 23-5   | Флориэн Мартин        | Сдача («удушение сзади»)                        | Стальная Битва 2                                      | 24 апреля 2015  | 1     | 1:42  | Старый Оскол      |            |
| Победа    | 22-5   | Бексот Жиянов         | Технический нокаут (удары)                      | Стальная Битва                                        | 16 июля 2014    | 1     | 3:03  | Старый Оскол      |            |
| Поражение | 21-5   | Штефан Пютц           | Решением судей                                  | M-1 Challenge 43                                      | 15 марта 2014   | 5     | 5:00  | Сургут            |            |
| Победа    | 21-4   | Василий Бабич         | Болевой приём («рычаг локтя»)                   | M-1 Challenge 43                                      | 17 ноября 2013  | 2     | 4:06  | Сургут            |            |
| Победа    | 20-4   | Мацей Броварский      | Единогласное решение                            | Турнир «Освобождение»                                 | 5 августа 2013  | 3     | 5:00  | Белгород          |            |
| Победа    | 19-4   | Рейналдо да Силва     | Сдача (болевой на ногу)                         | M-1 Challenge 40                                      | 8 июня 2013     | 2     | 2:00  | Джейрахский район |            |
| Победа    | 18-4   | Гаджимурад Антигулов  | Удушающий приём («гильотина»)                   | M-1 Challenge 36                                      | 8 декабря 2012  | 2     | 1:30  | Мытищи            |            |
| Победа    | 17-4   | Бага Агаев            | Удушающий приём («гильотина»)                   | League S-70: финал этап ЧР                            | 11 августа 2012 | 1     | 1:12  | Сочи              |            |
| Победа    | 16-4   | Хаджимурат Камилов    | Болевой приём («рычаг локтя»)                   | League S-70: полуфинал этап ЧР                        | 25 мая 2012     | 2     | 4:10  | Москва            |            |
| Победа    | 15-4   | Абдулкерим Эдилов     | Единогласное решение                            | League S-70: 3-й этап ЧР                              | 6 апреля 2012   | 3     | 5:00  | Москва            |            |
| Победа    | 14-4   | Чак Григсби           | Tехническим нокаутом (удары)                    | League S-70: Russia vs. Brazil                        | 5 августа 2011  | 2     | 3:24  | Сочи              |            |
| Поражение | 13-4   | Винни Магальяйнс      | Удушающий приём («гогоплата»)                   | M-1 Challenge 25: Zavurov vs. Enomoto                 | 28 апреля 2011  | 3     | 1:40  | Санкт-Петербург   |            |
| Победа    | 13-3   | Виталий Смирнов       | Единогласное решение                            | MFT-Mix Fight Tournament                              | 15 января 2011  | 2     | 5:00  | Воронеж           |            |
| Победа    | 12-3   | Даниэль Вискайя       | Удушающий приём «Треугольник»                   | M-1 Challenge 22: Narkun vs. Vasilevsky               | 10 декабря 2010 | 1     | 1:09  | Москва            |            |
| Победа    | 11–3   | Василий Клепников     | Удушающий приём «Треугольник»                   | M-1 Mix Fighter: Season 1- Stage 2                    | 19 августа 2010 | 2     | N/A   | Санкт-Петербург   |            |
| Победа    | 10-3   | Артур Корчемный       | Удушающий приём (Ручной треугольник)            | M-1 Fighter 2010 - Stage 1                            | 7 октября 2010  | 1     | 2:55  | Санкт-Петербург   |            |
| Победа    | 9-3    | Рашид Магомедов       | Нокаут                                          | LM: Tournament 2                                      | 18 июня 2010    | 2     | 3:34  | Липецк            |            |
| Победа    | 8-3    | Шамиль Вайсуров       | Единогласное решение судей                      | M-1 Selection 2010: Eastern Europe Round 2            | 10 апреля 2010  | 2     | 5:00  | Киев              |            |
| Поражение | 7-3    | Ханилав Ханилаев      | Раздельное решение судей                        | M-1 Challenge 20: 2009 Finals                         | 3 декабря 2009  | 3     | 5:00  | Санкт-Петербург   |            |
| Победа    | 7-2    | Рамазан Рамазанов     | Удушающий приём «Треугольник»                   | M-1 Challenge 2009: Selection 8                       | 4 октября 2009  | 1     | 3:08  | Киев              |            |
| Победа    | 6-2    | Расул Магомедалиев    | Удушающий приём «Треугольник»                   | M-1 Challenge 2009: Selection 6                       | 28 мая 2009     | 1     | 2:52  | Махачкала         |            |
| Поражение | 5-2    | Тони Лопес            | Удушающий приём (удушение сзади)                | M-1 Challenge 17: Korea                               | 4 июля 2009     | 2     | 3:06  | Сеул              |            |
| Победа    | 5-1    | Илья Малюков          | Единогласное решение судей                      | M-1 Challenge 2009: Selection 3                       | 28 мая 2009     | 2     | 5:00  | Санкт-Петербург   |            |
| Победа    | 4-1    | Ишкан Захарян         | Технический нокаут (остановка боя секундантами) | M-1 Challenge 2009: Selection 1                       | 13 марта 2009   | 2     | N/A   | Москва            |            |
| Победа    | 3-1    | Магомед Умаров        | Единогласное решение судей                      | ProFC: Grand Prix                                     | 4 октября 2008  | 3     | 5:00  | Москва            |            |
| Победа    | 2-1    | Сергей Храмов         | Единогласное решение судей                      | M-1 MFC: Fedor Emelianenko Cup                        | 15 мая 2008     | 3     | 5:00  | Санкт-Петербург   |            |
| Победа    | 1-1    | Кристиан Бомбэй       | Удушающий приём «Треугольник»                   | M-1 Challenge 2: Russia                               | 3 апреля 2008   | 1     | 1:31  | Санкт-Петербург   |            |
| Поражение | 0-1    | Магомед Султанахмедов | Технический нокаут (удары)                      | PMFC 2: Profi Mix Fight Championship                  | 22 февраля 2008 | 1     | N/A   | Нижний Новгород   |            |

## Образование
В 2004-2010 годах Немков учился в Белгородской государственной сельскохозяйственной академии. Специальность: агроном.

## Общественная деятельность
В 2025 году вместе с братом Вадимом Немковым помогал восстанавливать храмовый комплекс «Новый Иерусалим», сгоревший после атаки украинского дрона. Они убирали обломки, складывали в мешки и вывозили мусор.